# سيمون دويل
سيمون دويل (بالإنجليزية: Simon Doyle) هو منافس ألعاب قوى أسترالي، ولد في 9 نوفمبر 1966.

## وصلات خارجية
- سيمون دويل على موقع الاتحاد الدولي لألعاب القوى (الإنجليزية)
- سيمون دويل على موقع النتائج التاريخية لألعاب القوى الأسترالية (الإنجليزية)
- سيمون دويل على موقع اتحاد ألعاب الكومنولث (مؤرشف) (الإنجليزية)